# Circonscription de Scullin
La circonscription de Scullin est une circonscription électorale australienne située dans la banlieue nord de Melbourne au Victoria. Elle a été créée le 21 novembre 1968 et porte le nom de James Scullin qui fut le neuvième premier ministre d'Australie. Elle comprend les quartiers de Epping, Lalor, Mill Park, Plenty et Thomastown. 
Elle est un siège sûr pour le parti travailliste et a été tenue entre sa création, en 1969, et 2013 par deux générations de Jenkins : Harry Jenkins Sr qui fut président de la Chambre des représentants de 1983 à 1986 et Harry Jenkins, président de la Chambre entre 2008 et 2011.

## Histoire
La division a remplacé la division abolie de Darebin lors de la redistribution du 21 novembre 1968. Elle a été nommée d'après le très honorable James Scullin, premier ministre de l'Australie de 1929 à 1932. La division est un siège sûr pour le parti travailliste australien depuis sa création. Le parti travailliste n'a jamais remporté moins de 57% des voix des deux partis et a toujours recueilli suffisamment de votes primaires pour remporter le siège. C'est actuellement le siège le plus sûr du Labour, détenu à 71,66% sur le 2PP.

## Représentants
| Nom              | Parti        | Période de mandat |
| ---------------- | ------------ | ----------------- |
| Harry Jenkins Sr | Travailliste | 1969–1986         |
| Harry Jenkins    | Travailliste | 1986–2013         |
| Andrew Giles     | Travailliste | 2013–en cours     |